# 普雷尼亚纳米拉内塞
普雷尼亚纳米拉内塞（義大利語：Pregnana Milanese），是意大利米兰省的一个市镇。总面积4.93平方公里，人口6824人，人口密度1384.2人/平方公里（2009年）。国家统计（ISTAT）代码为015179。